# Кутимова, Кулимжан
Кулимжан Кутимова (каз. Күлімжан Күтімова, 1921 год, Аулиеатинский уезд, Киргизская АССР, РСФСР — дата и место смерти неизвестны) — колхозница, звеньевая колхоза «Октябрь», Герой Социалистического Труда (1948).

## Биография
Родилась в 1921 году в Аулиеатинском уезде Киргизской АССР.
В 1942 году вступила в колхоз «Октябрь» Байзакского района Джамбулской области. Первоначально трудилась рядовой колхозницей. В 1945 году была назначена звеньевой свекловодческого звена.
В 1945 году свекловодческое звено под руководством Кулимжан Кутимовой собрало на участке площадью 3,5 гектаров по 552 центнеров сахарной свеклы вместо запланированных 180 центнеров. В 1946 году было собрано по 622 центнера вместо плана 220 центнеров. В 1947 году планировалось собрать по 220 центнеров сахарной свеклы. Звено Кулимжан Кутимовой в этом году собрало с участков площадью 4,7 гектаров и 2 гектара по 775 центнеров сахарной свеклы. За этот доблестный труд в сельском хозяйстве была удостоена в 1948 году звания Героя Социалистического Труда.

## Награды
- Герой Социалистического Труда (1948)
- Орден Ленина (1948, 1957)
- Орден Трудового Красного Знамени (1947, 1949)